# マーク・レイン (ソフトウェアエグゼクティブ)
マーク・エー・レイン（Mark A. Rein）はカナダの起業家であり、コンピュータゲームとソフトウェア開発会社Epic Gamesの副社長。また、NHLのカロライナ・ハリケーンズの共同オーナーでもある。
レインは、会社の進捗状況を頻繁に評価することで知られている。また、雑誌『Game Developer』で月に一度、Unreal Engineの状態に関する短い更新情報を提供している。彼はカナダのオンタリオ州トロントで育ったが、現在はアメリカのノースカロライナ州ローリーに住んでいる。

## キャリア
レインが最初にコンピュータゲーム業界に関与したのは、当時id Softwareで勤務していたジョン・ロメロと接触した時である。レインは以前の『Commander Keen』ゲームのファンであったので、ロメロは当時開発中だった『Commander Keen 4』をテストプレイさせた。その後、レインはidのビジネス面を担当するために「仮の社長」として起用された。その後、FormGenと『Commander Keen』の小売ゲーム『Commander Keen in Aliens Ate My Babysitter』を発売するための契約交渉を行った。このidとのビジネス関係は、『Spear of Destiny』（同作も彼は『Wolfenstein 3D』の小売版として交渉した）まで続いた。Wolfenstein 3Dの開発中、彼は他のスタッフと意見の相違があったため、後にidから解雇された。また彼は後にidの元ビジネスマネージャーのジェイ・ウィルバーによってEpicに入社し、そしてレインのidへの関与は『Masters of Doom』という本で簡単に触れられていることを意味する。